# Carmignano di Brenta
Carmignano di Brenta is een gemeente in de Italiaanse provincie Padua (regio Veneto) en telt 7270 inwoners (31-12-2004). De oppervlakte bedraagt 14,7 km², de bevolkingsdichtheid is 495 inwoners per km².
De volgende frazioni maken deel uit van de gemeente: Camazzole.

## Demografie
Carmignano di Brenta telt ongeveer 2742 huishoudens. Het aantal inwoners steeg in de periode 1991-2001 met 3,0% volgens cijfers uit de tienjaarlijkse volkstellingen van ISTAT.
| Jaar | Inwoneraantal |
| ---- | ------------- |
| 1991 | 6823          |
| 2001 | 7027          |

## Geografie
Carmignano di Brenta grenst aan de volgende gemeenten: Cittadella, Fontaniva, Grantorto, Pozzoleone (VI), San Pietro in Gu.